# IQCF2
IQCF2 (англ. IQ motif containing F2) – білок, який кодується однойменним геном, розташованим у людей на 3-й хромосомі. Довжина поліпептидного ланцюга білка становить 164 амінокислот, а молекулярна маса — 19 627.
| 10         |  | 20         |  | 30         |  | 40         |  | 50         |
| ---------- |  | ---------- |  | ---------- |  | ---------- |  | ---------- |
| MRVRFCTKGN |  | LILVIIEDVE |  | ESIEWKTLQK |  | KKQQKIKEKL |  | RIRTKAAVKI |
| QAWWRGTLVR |  | RTLLHAALRA |  | WIIQCWWRMT |  | LSRVLEKKRQ |  | AALIAYATRE |
| RAVIKLQSLV |  | RMWRVRWRYC |  | QVLNAIYIIQ |  | GHWQCHNCQT |  | CALLQGHCVV |
| TATHLQFHIE |  | IINS       |  |            |  |            |  |            |

A: Аланін

C: Цистеїн

D: Аспарагінова кислота

E: Глутамінова кислота

F: Фенілаланін

G: Гліцин

H: Гістидин

I: Ізолейцин

K: Лізин

L: Лейцин

M: Метіонін

N: Аспарагін

Q: Глутамін

R: Аргінін

S: Серин

T: Треонін

V: Валін

W: Триптофан